# Zdzisław Sosnowski (filmowiec)
Zdzisław Sosnowski znany także jako Ghislave Sosnowski (ur. 18 listopada 1947 w Ignacewie koło Kalisza) – polski artysta i teoretyk. Zajmuje się eksperymentalnym filmem i fotografią, sztuką performance oraz audio art. Łączy kreację z działalnością animatora środowiska artystycznego i teoretyka. W latach 70. XX w. był jedną z najaktywniejszych postaci ruchu neoawangardowego, którego działalność sytuuje się na granicy sztuki pojęciowej i postkonceptualnej. We Wrocławiu współtworzył grupę artystyczną Galeria Sztuki Aktualnej oraz współpracował z galerią Permafo. Po przeprowadzce do Warszawy, razem z Jackiem Drabikiem i Januszem Haką, kierował Galerią Współczesną. Współorganizował wówczas słynną wystawę Aspekty nowoczesnej sztuki polskiej (1975). W kolejnych latach prowadził Galerię Studio, gdzie prezentował prace m.in. Sola LeWitta i Mario Merza. Ukończył Państwową Wyższą Szkołę Sztuk Plastycznych we Wrocławiu. Od 1982 r. mieszka i pracuje w Paryżu. 

## Twórczość
Dzieła z pierwszej połowy lat 70. są efektem badania mediów (fotografii i filmu), które ujawniają zainteresowanie artysty semiotyką obrazu. Charakterystyczne jest podważenie wartości dzieła, wynikających z indywidualnej pracy artysty nad nim: odautoryzacji, unikatowości i ładunku egzystencjalnego. 
Wśród prac zasługują na uwagę dokumentacje potocznych, banalnych doświadczeń zarejestrowanych w seriach fotografii: Ziemniaki (1972), Okulary (1971), Uśmiechy (1972), Mała/wielka zmiana (1971) oraz w filmach: Proste czynności (1971/1972), Jedzenie (1973). Zrealizowany w podobnej konwencji film Czyszczenie ryb (1970) epatuje ponadto estetyką niepokojącego, a zarazem pożądanego obrzydzenia.
Jako jeden z pierwszych artystów wykorzystywał język kultury popularnej i świadomie kreował własny mit i wizerunek medialny. Najwybitniejszym przykładem tej praktyki jest cykl fotografii realizowanych od 1974 r. i film Goalkeeper. Wcielając się w role idola sportu i bożyszcza kobiet, operował obrazami zaczerpniętymi z ikonosfery popkultury. Świadomie porzucił zainteresowania dociekaniami analitycznymi i skoncentrował się na problematyce kulturowo-społecznej. Goalkeeper pozostaje jednym z najważniejszych dzieł – dokumentów sztuki postkonceptualnej.
W 2009 r. Sosnowski napisał książkę Goalkeeper Forever. Zobrazował w niej długą drogę kariery piłkarsko-artystycznej. Ten, z natury swej podobny do powieści autobiograficznej, dokument jest nostalgicznym wglądem w minione sukcesy, odautorskim wyjaśnieniem fenomenu popularności artysty w latach 70-90. i wyznacznikiem celów strategicznych nowej kreacji pod kryptonimem Robokeeper.
Współczesne prace – wielkoformatowe Robokeeper, wykonane z wykorzystaniem technik komputerowych, są rozwinięciem problematyki autokreacji, autorefleksji i tautologii.

## Wybrane wystawy
Źródło:.
- 2009 - "Reel Geographies - pokaz Obraz kontrolowany", Royal College of Art, Londyn.
- 2009 - "Sport dla niewysportowanych", Galeria ZPAF i S-ka, Poznań;
- 2009 - "Goalkeeper Forever", Galeria Piekary, Poznań (indywidualna);
- 2008 - "Teraz! Artyści Galerii Foto-Medium-Art, Mazowieckie Centrum Sztuki Współczesnej Elektrownia, Radom;
- 2008 - "1,2,3 Awangarda". Archiwum filmowe - sztuka - eksperyment, Tate Modern, Starr Auditorium;
- 2008 - "My Time", Foto-Medium-Art, Kraków (indywidualna);
- 2007 - "1,2,3 Awangarda". Archiwum filmowe - sztuka - eksperyment, Centrum Sztuki Współczesnej Zamek Ujazdowski, Warszawa;
- 2005 - "Ukryty skarb", Hotel Novotel, Warszawa;
- 1989 - Expo Creteil, Francja;
- 1989 - Wanda Dunikowski Gallery, Kolonia;
- 1988 - ISELP, Bruksela (indywidualna);
- 1986 - XXXI Salon Montrouge, Francja;
- 1984 - Georges Lavrov Gallery, Paryż (indywidualna);
- 1983 - "Presences polonaises", Centrum Pompidou, Paryż;
- 1983 - "Grands et Jeunes d'Aujord'hui", Grand Palais, Paryż;
- 1982 - Diferenca Gallery, Lizbona (indywidualna);
- 1978 - Galeria Studio, Warszawa (indywidualna);
- 1978 - Galeria Permafo, Wrocław (indywidualna);
- 1977 - X Biennale de Paris, Paryż;
- 1977 - Gaetan Gallery, Genewa (indywidualna);
- 1976 - "Foto-art", Galeria Labirynt, Lublin;
- 1976 - "Goalkeeper", Galeria Labirynt, Lublin (indywidualna);
- 1975 - "Aspekty Nowoczesnej Sztuki Polskiej", Galeria Współczesna, Warszawa;
- 1975 - "Goalkeeper", Galeria Permafo, Wrocław (indywidualna);
- 1974 - New Reform Gallery, Aalst, Belgia;
- 1974 - ICC, Antwerpia, Belgia;
- 1973 - "Information, Perception, Reflection", Sodertalje Museum, Szwecja;
- 1973 - Galeria Dziekanka, Warszawa (indywidualna);
- 1973 - Galeria Akumulatory 2, Poznań;
- 1972 - "12", Galeria Permafo, Wrocław;
- 1972 - "Sztuka Aktualna", Galeria Sztuki Aktualnej, Wrocław;

## Galeria zdjęć

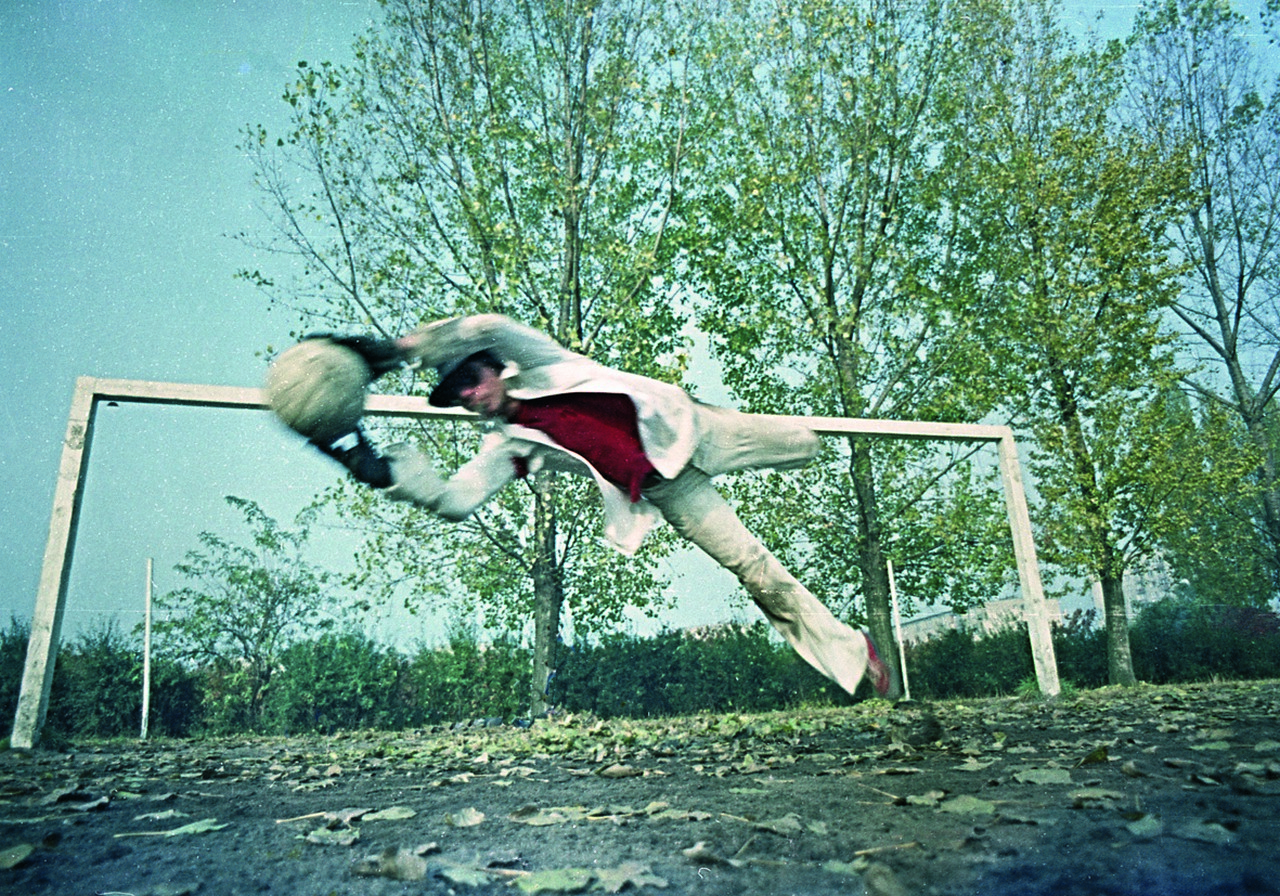
Zdzisław Sosnowski, Goalkeeper, 1975-1977
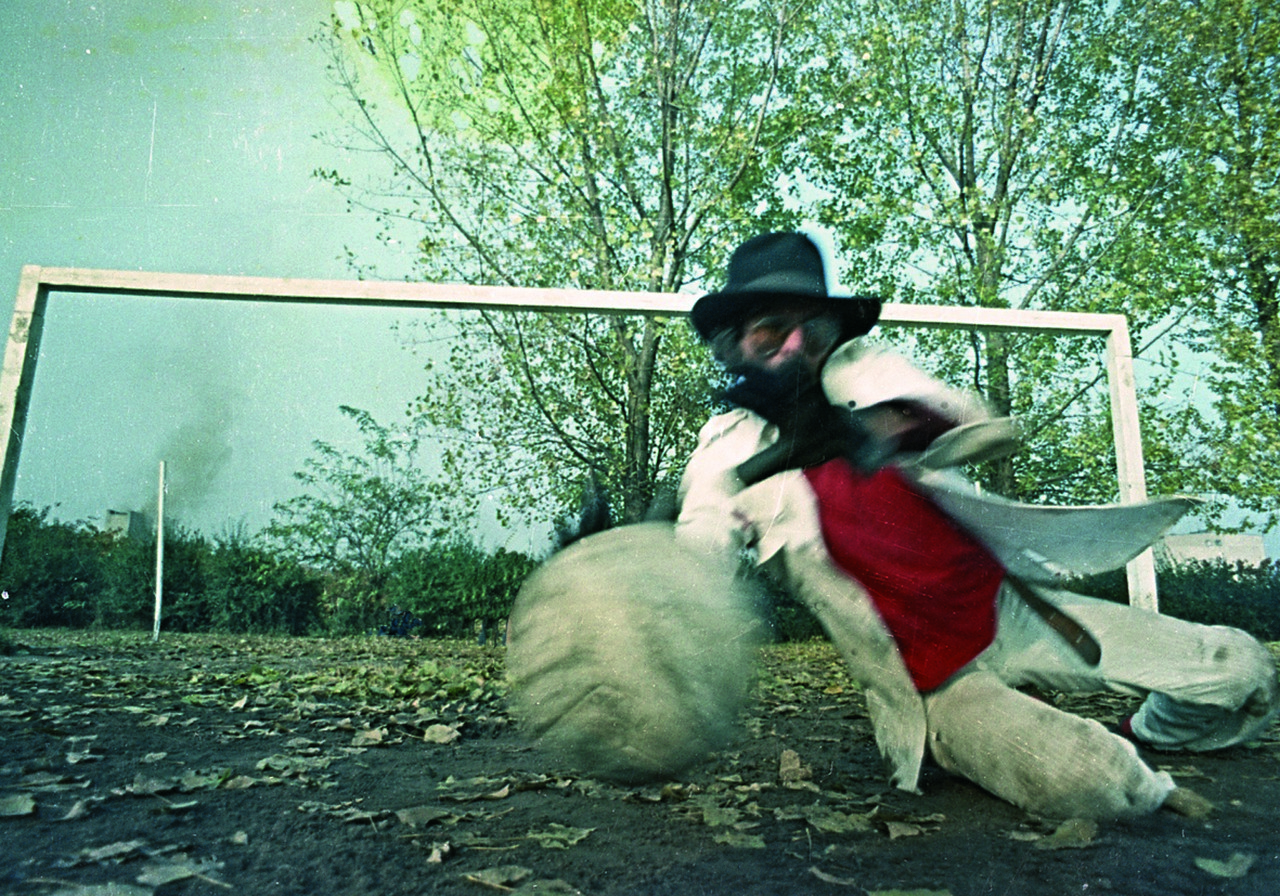
Zdzisław Sosnowski, Goalkeeper, 1975-1977
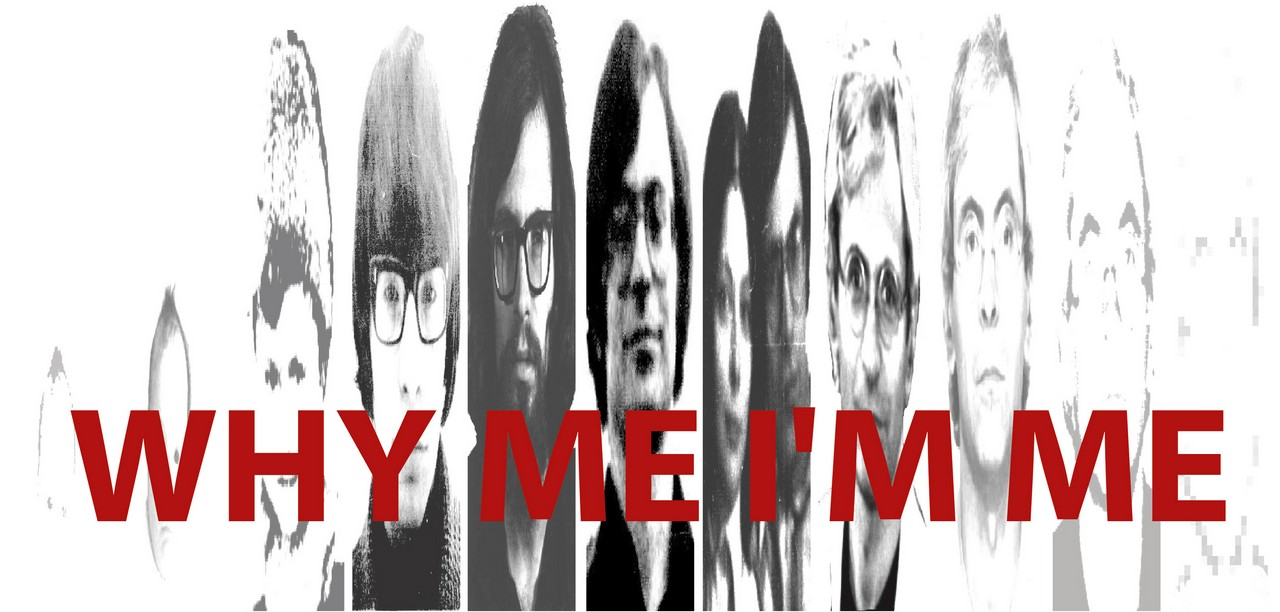
Zdzisław Sosnowski, My Time, 2000
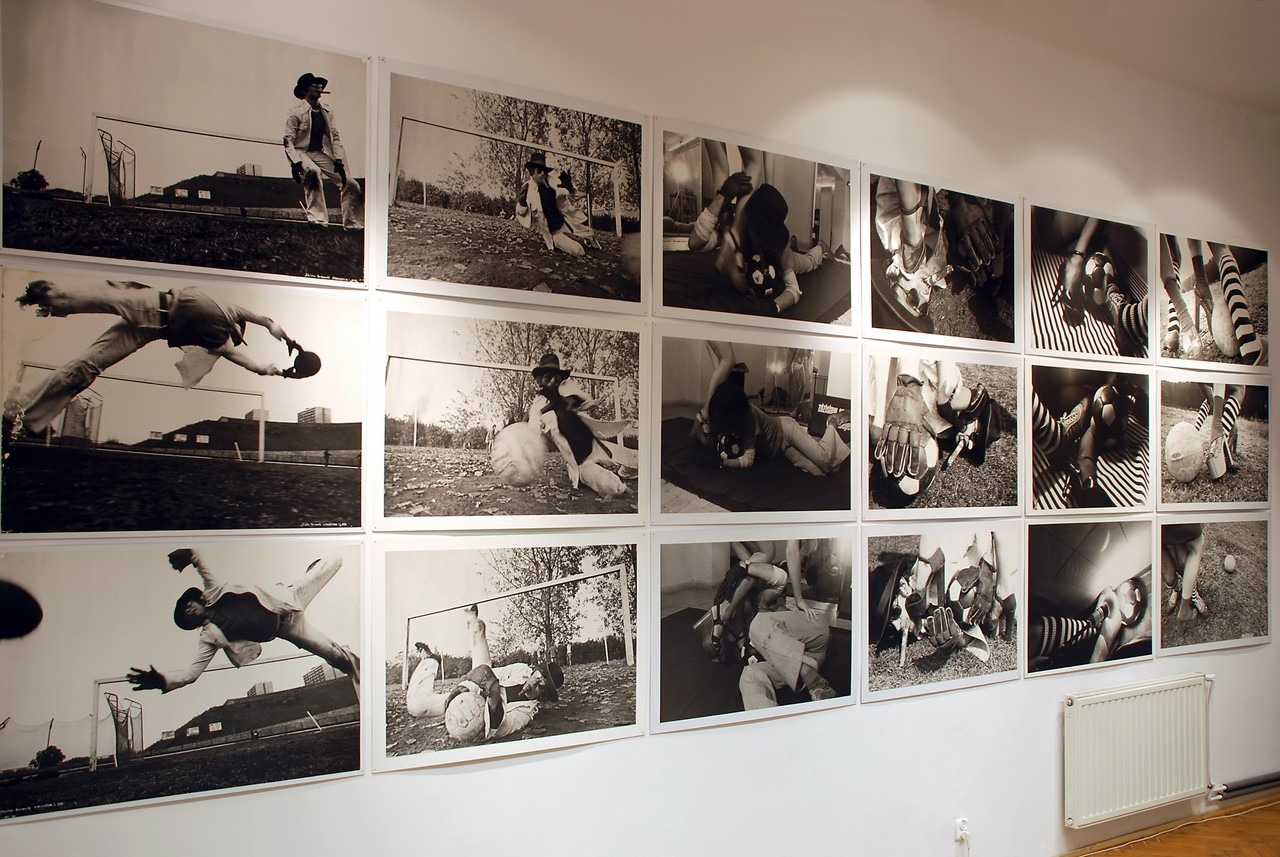
Zdzisław Sosnowski, Goalkeeper, 1975-1977
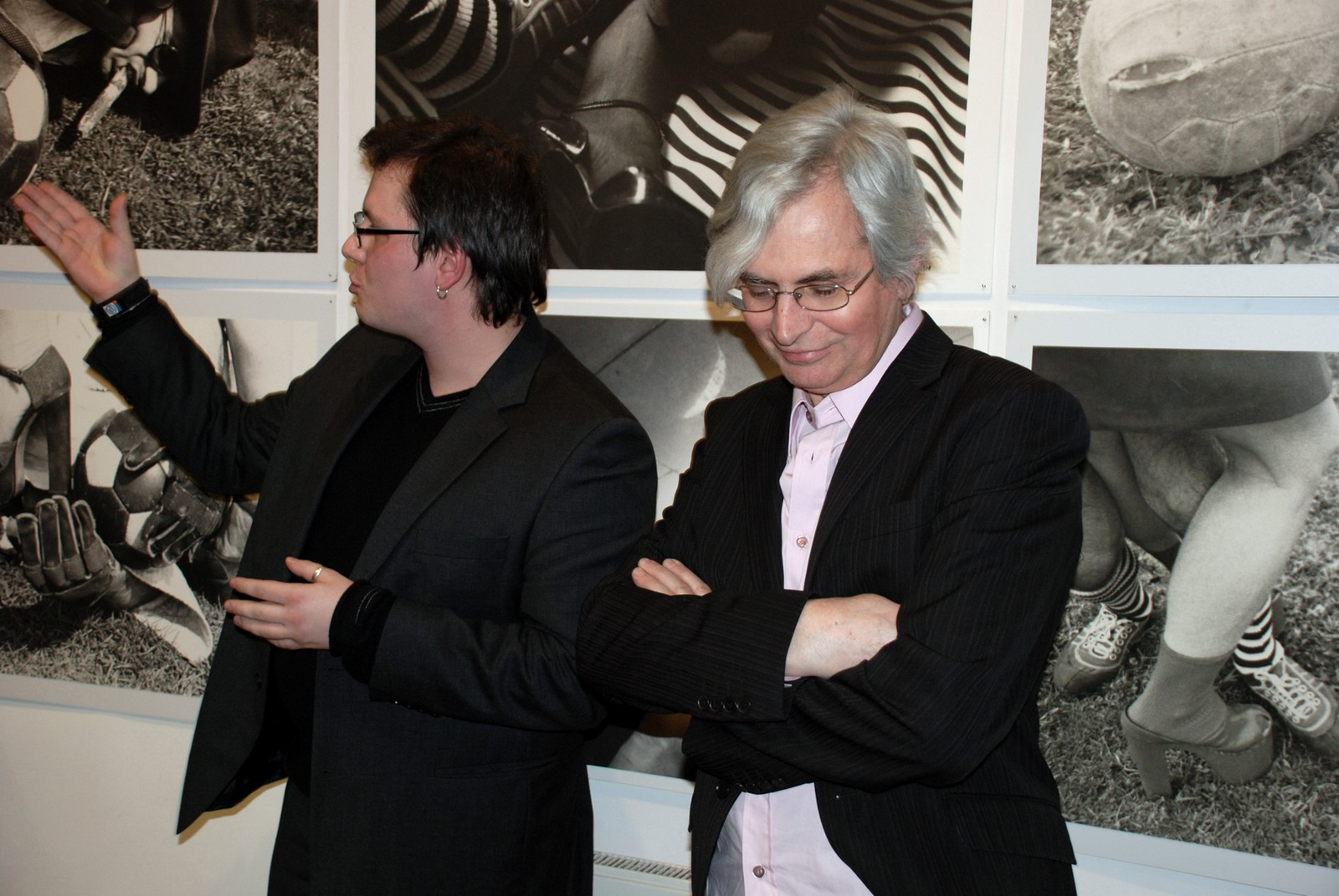
Wystawa Zdzisława Sosnowskiego, My Time, luty-kwiecień 2008, (od lewej: Krzysztof Siatka, Zdzisław Sosnowski)